# Референдумы в Швейцарии (1964)
Референдумы в Швейцарии проходили 2 февраля, 24 мая и 6 декабря 1964 года. На февральский референдум был вынесен вопрос о полной налоговой амнистии. Предложение было отклонено избирателями. В мае референдум о профессиональном образовании был одобрен. Декабрьский референдум о продлении ценового контроля был также одобрен.

## Результаты

### Февраль: Налоговая амнистия
| Выбор                                | Общее голосование | Общее голосование | Кантоны | Кантоны | Кантоны |
| Выбор                                | Голосов           | %                 | Полных  | Полу-   | Всего   |
| ------------------------------------ | ----------------- | ----------------- | ------- | ------- | ------- |
| За                                   | 276 236           | 42,0              | 3       | 1       | 3,5     |
| Против                               | 381 864           | 58,0              | 16      | 5       | 18,5    |
| Пустых бюллетеней                    | 20 519            | –                 | –       | –       | –       |
| Недействительных бюллетеней          | 1 352             | –                 | –       | –       | –       |
| Всего                                | 679 971           | 100               | 19      | 6       | 22      |
| Зарегистрированных избирателей/ Явка | 1 535 746         | 44,3              | –       | –       | –       |
| Источник: Nohlen & Stöver            |                   |                   |         |         |         |

### Май: Профессиональное образование
| Выбор                                | Голосов   | %    |
| ------------------------------------ | --------- | ---- |
| За                                   | 375 052   | 68,6 |
| Против                               | 171 597   | 31,4 |
| Пустых бюллетеней                    | 21 893    | –    |
| Недействительных бюллетеней          | 1 495     | –    |
| Всего                                | 570 037   | 100  |
| Зарегистрированных избирателей/ Явка | 1 539 434 | 37,0 |
| Источник: Nohlen & Stöver            |           |      |

### Декабрь: Контроль над ценами
| Выбор                                | Общее голосование | Общее голосование | Кантоны | Кантоны | Кантоны |
| Выбор                                | Голосов           | %                 | Полных  | Полу-   | Всего   |
| ------------------------------------ | ----------------- | ----------------- | ------- | ------- | ------- |
| За                                   | 461 630           | 79,5              | 19      | 6       | 22      |
| Против                               | 119 258           | 20,5              | 0       | 0       | 0       |
| Пустых бюллетеней                    | 24 244            | –                 | –       | –       | –       |
| Недействительных бюллетеней          | 1 468             | –                 | –       | –       | –       |
| Всего                                | 606 600           | 100               | 19      | 6       | 22      |
| Зарегистрированных избирателей/ Явка | 1 547 405         | 39,2              | –       | –       | –       |
| Источник: Nohlen & Stöver            |                   |                   |         |         |         |